# Babœuf
Babœuf – miejscowość i gmina we Francji, w regionie Hauts-de-France, w departamencie Oise.
Według danych na rok 1990 gminę zamieszkiwało 589 osób, a gęstość zaludnienia wynosiła 82 osoby/km² (wśród 2293 gmin Pikardii Babœuf plasuje się na 472. miejscu pod względem liczby ludności, natomiast pod względem powierzchni na miejscu 676.).